# グルコース-6-リン酸 1-エピメラーゼ
グルコース-6-リン酸 1-エピメラーゼ(Glucose-6-phosphate 1-epimerase、EC 5.1.3.15)は、以下の化学反応を触媒する酵素である。
α-D-グルコース-6-リン酸{\displaystyle \rightleftharpoons }β-D-グルコース-6-リン酸
従って、この酵素の基質はα-D-グルコース-6-リン酸、生成物はβ-D-グルコース-6-リン酸である。
この酵素は異性化酵素、特に炭化水素及びその誘導体に作用するラセマーゼ、エピメラーゼに分類される。系統名は、D-グルコース-6-リン酸 1-エピメラーゼである。この酵素は、解糖系/糖新生に関与している。

## 構造
2013年時点で、この酵素の3つの構造が解かれている。蛋白質構造データバンクのコードは、2CIQ、2CIR、2CISである。